# U46619
U46619是一种有机化合物，化学式C
21H
34O
4，属于一种前列腺素H2的结构类似物，可作为血栓素A2的受体激动剂，1975年首次合成。